# Incendios forestales de Galicia de 2006
Los incendios forestales de Galicia de 2006 fueron un conjunto de 1970 incendios forestales (37 de ellos grandes) que arrasaron Galicia (España), sobre todo Pontevedra y La Coruña, desde el 3 de agosto hasta el 15 de agosto de 2006. La cifra de hectáreas quemadas varía según la fuente consultada: 77.000 (Junta de Galicia), 86.033 (Ministerio de Medio Ambiente), 86.232 (Centro Europeo de Información Forestal), 88.000 (Comisión Europea), 92.058 (CSIC), 175.000 (PP). Cuatro personas fallecieron y una resultó herida muy grave. Algunos estudios analizaron la magnitud real de la crisis incendiaria de 2006 en comparación con lo ocurrido en un "año normal". En varios municipios de las dos provincias atlánticas los incendios calcinaron, solo durante esa campaña de 2006, una superficie superior a la del conjunto de los cinco años precedentes.

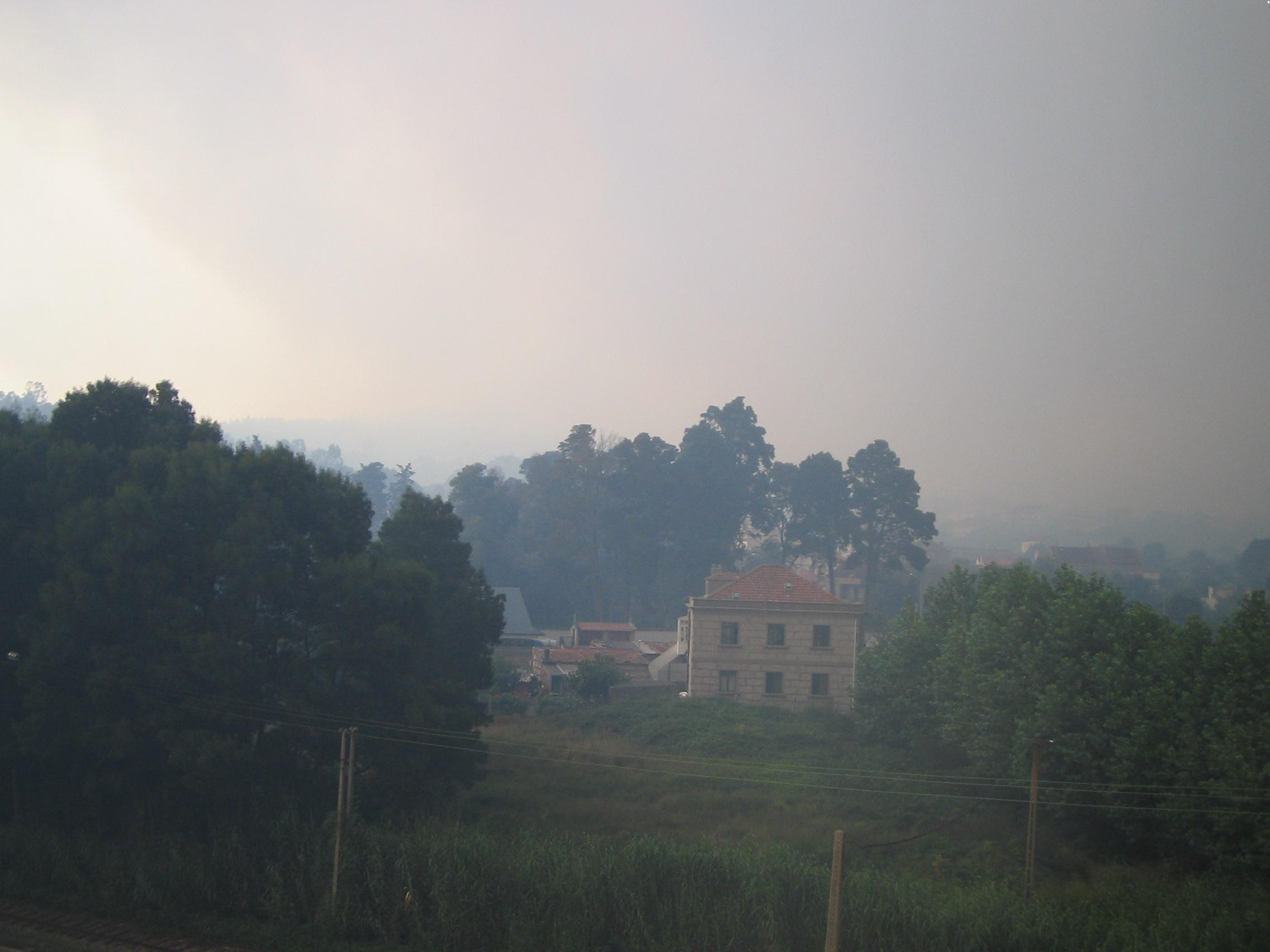
Monte Xiabre durante el incendio.

## Contexto
Según Greenpeace, "Galicia encabeza año tras año las cifras de incendios en España (en torno al 50 por ciento del total)" 

es una de las regiones europeas con mayor densidad de masa forestal, lo que unido a circunstancias climatológicas especiales (cuando en algunos veranos hay varias semanas seguidas con calor, tiempo seco y vientos moderados o fuertes), favorece la expansión de los incendios en caso de que se inicien. El inicio de un incendio puede deberse a descuidos al quemar rastrojos u otros materiales al aire libre, a causas fortuitas, o a actividades intencionadas de pirómanos u otras personas, y si no se sofoca rápidamente se extiende con rapidez, provocando nuevos incendios, ya que el viento contribuye a ello. Las soluciones evidentes, propuestas por todos los expertos en el tema, incluyen las tareas de prevención (limpieza y ordenación de los bosques) y la respuesta rápida y bien organizada de los trabajos de extinción.

## Descripción

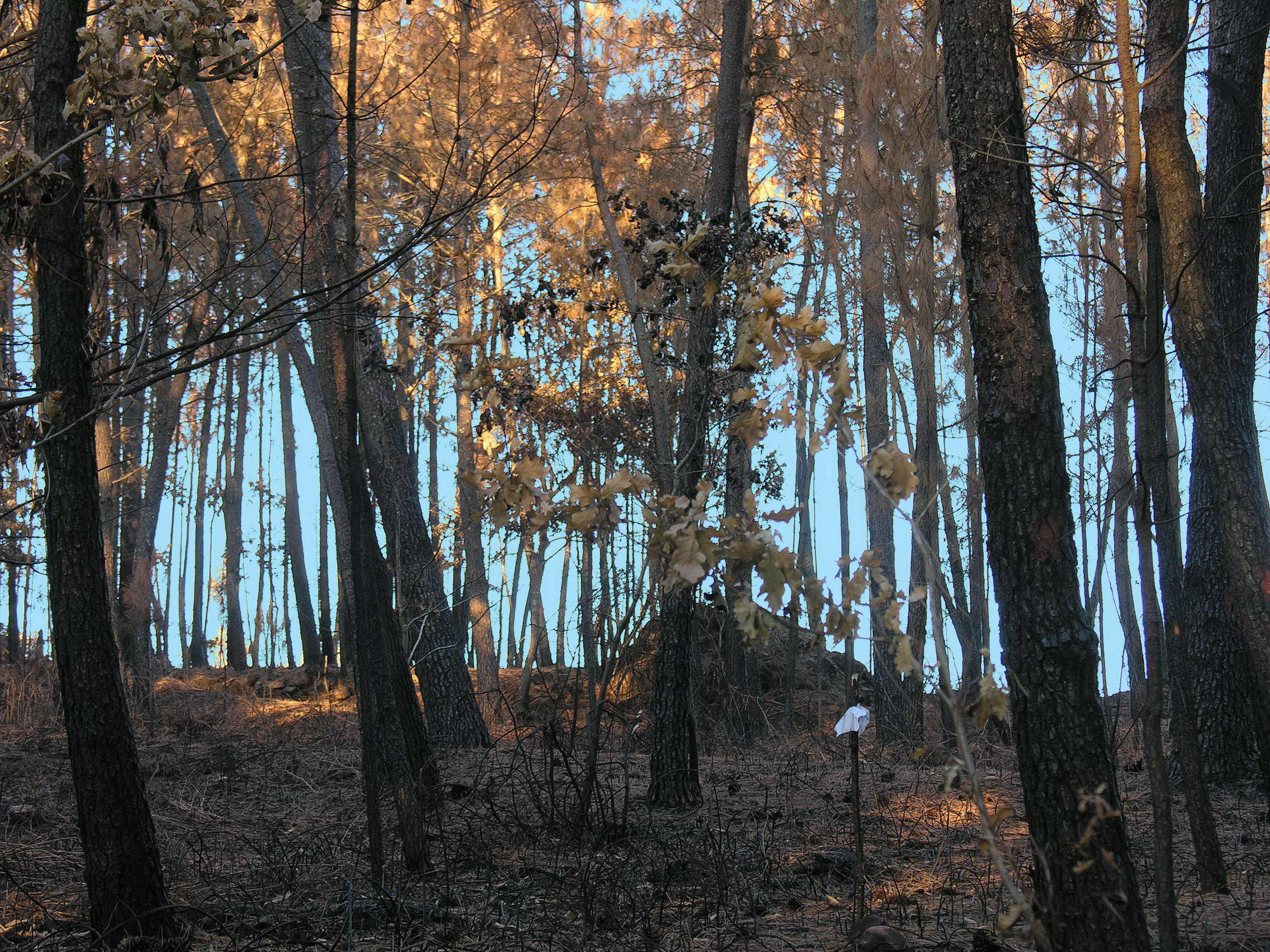
Monte quemado en el ayuntamiento de Brión, agosto de 2006.

En esta gran tanda de incendios llegó a haber momentos con más de 101 incendios activos en la comunidad y sobre 160 entre estos y los controlados. Emilio Pérez Touriño dio el siguiente dato:
- 8.000 focos de incendios.
- 1.636 incendios.

Mientras que otras fuentes como los Informativos Telecinco hablaron de 1.757 incendios. Ya el 26 de agosto de 2006, el gobierno hablaba de 1.970 incendios.
Los lugares más castigados por estos incendios estaban en zonas donde había viviendas cercanas, y bosques densos. Según encuestas o muchas otras fuentes [cita requerida], la mayoría de la población gallega no recordaba ninguna oleada de incendios tan impresionante, ya que llegó a acorralar muchas localidades, haciendo incluso difícil respirar.
Las provincias más castigadas fueron Pontevedra y La Coruña, sumando según fuentes de la Junta de Galicia, el 85% de la superficie calcinada de toda la comunidad, con 66.500 hectáreas entre las dos, mientras tanto la Lugo, la menos afectada con tan solo 2.000 hectáreas, y Orense, la tercera más afectada, 8.500 hectáreas y un 11% de toda la superficie afectada.
- En la provincia de Pontevedra, las zonas más afectadas fueron por ejemplo la comarca de Salnés, o la Comarca de Vigo, destacando allí el incendio de Sotomayor, dos de las zonas más pobladas de la provincia, tal y como dijo el gobierno gallego, solían provocarse en las zonas con viviendas y bosques densos como se explicó antes.
- En la provincia de La Coruña una de las zonas más afectadas fue la comarca de la Costa de la Muerte, donde sobre todo en los últimos días de la oleada de incendios se cegaron con esta comarca. También fue muy afectada en esta provincia la Comarca de Compostela, donde se encuentra la capital de la comunidad gallega, y que hubo uno de los incendios más grandes de toda la oleada.

Las hectáreas como se explica antes en "zonas más castigadas" estaban divididas de la siguiente manera según la Junta de Galicia:
- Provincia de Pontevedra: 38.500 hectáreas.
- Provincia de La Coruña: 28.000 hectáreas.
- Provincia de Orense: 8.000 hectáreas.
- Provincia de Lugo: 2.000 hectáreas.

Éstos son los datos de la Junta de Galicia, pero hay otros muchos datos ofrecidos por distintos organismos...
Por ejemplo la Junta dijo que se calcinaron 77.000 hectáreas, la Unión Europea dijo que se quemaron 86.232 hectáreas, mientras que el Ministerio de Medio Ambiente cifraba en 86.000 hectáreas, o CSIC daba la cifra de 92.000, dividido de la siguiente manera:
- Provincia de La Coruña: 43.000 hectáreas.
- Provincia de Pontevedra: 40.000 hectáreas.
- Provincia de Orense: 7.000 hectáreas.
- Provincia de Lugo: 1.000 hectáreas.

La campaña de incendios de 2006 en Galicia supuso un cambio de patrón de distribución de la actividad incendiaria respecto a años normales. Las dos provincias atlánticas (La Coruña y Pontevedra) fueron las más afectadas. Los fuegos afectaron principalmente al entorno del Eje Atlántico, donde se concentra la mayor parte de la actividad demográfica y económica de la región, y algunos enclaves de gran belleza paisajística como el entorno de la Costa de la Muerte. El patrón de distribución de la actividad incendiaria de ese año fue completamente diferente al habitual de los años normales, en los cuales la mayor parte de la actividad incendiaria se concentra en sectores interiores de las dos provincias meridionales: Ourense y Pontevedra.
La investigación policial no ha determinado las causas concretas aunque existen numerosas hipótesis. Algunos estudios científicos estudiaron cuáles pudieron ser las posibles causas, planteando como hipótesis el cambio en el patrón espacial de la actividad incendiaria y los posibles intereses de algunos grupos o sectores económicos.
Hubo cuatro víctimas mortales, producidas sobre todo por intoxicación por el humo. Fueron detenidas más de 30 personas en menos de un mes. Finalmente, se llegó a detener a 62 pirómanos. También se ha de tener en cuenta que durante estos día se produjeron unas condiciones climáticas que no se había producido nunca, lo cual desbordó a todos los medios, tanto regionales, nacionales y a los enviados por otras comunidades.
Las lluvias de otoño aumentarían aún más los efectos de estos incendios, al provocar inundaciones que arrastrarían las cenizas a la costa gallega, perjudicando el marisqueo.
Los incendios forestales constituyen un problema recurrente para la sociedad gallega. La oleada de incendios de verano de 2006 en Galicia no supuso, al contrario de lo que suele creerse, un incremento sustancial del número de incendios respecto a un año normal. Sin embargo, sus consecuencias sí fueron excepcionales. Los incendios de 2006 volvieron a poner de manifiesto el deficiente modelo de gestión de la superficie forestal en Galicia.

## Ayudas y medios
Galicia recibió ayuda internacional de países como Portugal, Italia, Francia y Marruecos.
También recibió ayudas de otras comunidades españolas como la Comunidad de Madrid, también la ciudad de Málaga, Asturias con Bomberos del Principado de Asturias, Región de Murcia, Comunidad Valenciana enviando sus aviones de carga en tierra, entre otras, que enviaron contingentes de bomberos y brigadas forestales.
El Ministerio de Medio Ambiente para esta emergencia movilizó todos sus efectivos, con la participación de todas las BRIF durante el periodo de máxima incidencia de los incendios, estando desde el primer día estas brigadas, hasta el último día. El 80% de los helicópteros pesados Kamov K32, 14 aviones anfibios, aviones de carga en tierra, aviones de observación y coordinación, UMMT's Unidades Móviles de Meteorología y Transmisiones, unidades móviles de Tragsa.
Había 10 hidroaviones del Ministerio de Medio Ambiente de España, operados por el Grupo 43 del ejército del aire y 2 facilitados por el gobierno italiano, además de 2 franceses que ante la imposibilidad de darles una ubicación en los aeropuertos gallegos saturados de medios, se retiraron el segundo día de su presencia.
El gobierno central envió a Galicia una semana después de que comenzara la oleada 25 unidades del ejército y 5 vehículos pesados, con sus Bulldozers.

## Pérdidas económicas y efectos del humo
- La Junta de Galicia cifra en 99 millones de euros las pérdidas del fuego.
- En cuanto a los efectos del humo hay que decir que llegaron a provocar pérdidas mortales como en el caso de 2 de las 4 víctimas mortales, murieron asfixiadas en su coche. Incluso el humo nubló grandes ciudades turísticas como Santiago de Compostela, Vigo o Villagarcía de Arosa, provocando incluso que algunos turistas se fueran de la comunidad a causa de éste. Algunas personas con dificultades respiratorias necesitaron de mascarillas para andar por la vía urbana, ya que por ejemplo en las ciudades anteriores el humo también llegó a las calles, no quedó tan solo en el cielo.

## Consecuencias políticas
Esta catástrofe ecológica también ha sido campo para la batalla política, como ocurriera con el Prestige y, ya con el PSOE en el gobierno, el Incendio de Guadalajara del 2005.
Aunque el presidente de la Junta, Emilio Pérez Touriño, se negó a formular "hipótesis sin pruebas", éste no ha sido el caso de otros altos cargos: La ministra de Medio Ambiente, Cristina Narbona ha culpado a trabajadores forestales en paro, y Alfredo Pérez Rubalcaba y Cándido Conde-Pumpido han hablado de "trama criminal organizada". El 20 de agosto de 2006, la Plataforma Nunca Máis convocó una multitudinaria manifestación en Santiago de Compostela contra el "terrorismo incendiario". En esta manifestación buena parte de las críticas iban de nuevo dirigidas al PP, al qu er en Galicia.
Por su parte, el PP ha negado tales acusaciones y ha destacado que el único acusado relacionado con un partido político ha sido un integrante de las listas del PSOE en 1999. Para Miguel Ángel Soto, responsable de la campaña de Bosques de Greenpeace España, esta actitud de culpar a la oposición de los incendios es habitual en Galicia, y ya se dio durante los sucesivos gobiernos de Manuel Fraga.